# Église Sant'Antonio
L'église Sant'Antonio est une église catholique de l'île du Lido, à Venise, en Italie.